# Своп-мера
Своп-мера  - применяемая в стохастической финансовой теории (математике) мера, построенная исходя из стоимостной базы (numeraire), представляющей собой сумму стоимости дисконтных облигаций, взвешенных на величину временных интервалов между сроками их погашения. Такая стоимостная база пропорциональна стоимости фиксированной ноги процентного свопа с соответствующей частотой платежей.
Рыночная своп-ставка является мартингалом в своп-мере. Применяется, например, при оценке свопционов.

## Формула стоимости в своп-мере
Стоимостная база стоимости для своп-меры {\displaystyle \mathbb {Q} _{m,n}} с датой начала {\displaystyle T_{m}} и датой окончания {\displaystyle T=T_{n}} имеет вид:
{\displaystyle A_{m,n}(t)=\sum _{i=m+1}^{n}P(t,T_{i})\tau _{i}}
Формула стоимости в своп-мере имеет вид
{\displaystyle V_{t}=A_{m,n}(t)\mathbb {E} _{t}^{\mathbb {Q} _{m,n}}\left[{V_{T} \over A_{m,n}(T)}\right]}

## Свойство мартингальности своп-ставки в своп-мере
Форвардная ставка свопа равна
{\displaystyle S_{m,n}(t)={P(t,T_{m})-P(t,T_{n}) \over A_{m,n}(t)}}
Поэтому в качестве платежной функции можно рассматривать числитель дроби, что тождественно величине {\displaystyle S_{m,n}(t)A_{m,n}(t)}. Из вышеприведенной формулы оценки стоимости в своп-мере получим, что
{\displaystyle S_{m,n}(t)A_{m,n}(t)=A_{m,n}(t)\mathbb {E} _{t}^{\mathbb {Q} _{m,n}}[S_{m,n}(T)]}
отсюда непосредственно следует свойство мартингальности
{\displaystyle S_{m,n}(t)=\mathbb {E} _{t}^{\mathbb {Q} _{m,n}}[S_{m,n}(T)]}